# Detlef Selhausen
Detlef Selhausen (* 22. Oktober 1955 in Neustadt am Rübenberge) ist ein deutscher Jurist und war von 2011 bis 2014 Nationaler Rüstungsdirektor der Bundesrepublik Deutschland sowie von 1993 bis 2014 Ministerialbeamter im Bundesministerium der Verteidigung.

## Leben
Detlef Selhausen studierte Jura und wurde 1978 im Corps Palaiomarchia-Masovia in Kiel aktiv. Nach seinen Staatsexamina trat er 1988 in die damalige Wehrbereichsverwaltung I in Kiel ein. 1993 wechselte er ins Bundesministerium der Verteidigung und durchlief dort diverse Stationen. So war er von Juni 2009 bis März 2012 Ministerialdirektor und Abteilungsleiter Rüstung und wurde im Rahmen der Neuausrichtung der Bundeswehr im April 2012 Abteilungsleiter für Ausrüstung, Informationstechnik und Nutzung, zudem war er seit Februar 2011 Nationaler Rüstungsdirektor und damit für die Beschaffungsvorhaben der Bundeswehr verantwortlich; er unterstand somit direkt dem entsprechenden Staatssekretär. Unter anderem war er in dieser Zeit für das Projekt Euro Hawk verantwortlich.
Im Februar 2014 entschied Ministerin Ursula von der Leyen, den für Rüstung zuständigen Staatssekretär Stéphane Beemelmans zu entlassen sowie Selhausen von seiner Abteilungsleiterfunktion zu entbinden. Von Mai 2014 bis Mai 2015 war Selhausen beurlaubt, um als Geschäftsführer die BwFuhrparkService GmbH zu führen, ein Staatsunternehmen, an dem das Verteidigungsministerium 75,1 % der Geschäftsanteile hält.

### Rolle in der G36-Affäre
Als Abteilungsleiter war Selhausen unter anderem für die Beschaffung von Gewehren verantwortlich. Auf Drängen des G36-Herstellers Heckler & Koch soll sich Selhausen an den Militärischen Abschirmdienst (MAD) gewandt haben, um eine kritische Berichterstattung über das Gewehr zu unterbinden. Laut Verteidigungsministerium soll Selhausen, nachdem er von seinem Amt als Geschäftsführer der BwFuhrparkService am 11. Mai 2015 entbunden worden ist, in den einstweiligen Ruhestand versetzt werden.